# Сухоруков Андрій Олександрович
Андрій Олександрович Сухоруков (нар. 17 липня 1942, місто Харків, тепер Харківської області) — український діяч, доцент кафедри органічної хімії Харківського державного університету. Кандидат хімічних наук. Народний депутат України 1-го скликання.

## Біографія
Народився в родині службовців.
У 1960—1966 роках — студент, стажист-дослідник кафедри органічної хімії Харківського державного університету.
У 1966—1967 роках — служба в Радянській армії.
У 1967—1994 роках — стажист-дослідник, старший інженер, старший викладач, доцент кафедри органічної хімії Харківського державного університету.
У 1977 році захистив кандидатську дисертацію «Природа електронних переходів в спектрах кросспряжених молекул-вінілогів бензофенона».
18.03.1990 року обраний народним депутатом України, 2-й тур 76.13 % голосів, 5 претендентів. Входив до «Народної ради», фракція Народного руху України. Член Комісії ВР України з питань народної освіти і науки.
З 1994 року — старший науковий співробітник Інституту хімії Харківського державного університету.
З 1996 року — голова правління Української секції Міжнародного товариства з прав людини.
Член Комісії при Президентові України у питаннях помилування (за згодою).